# 100 de ani...100 de filme (a 10-a aniversare)
100 de ani...100 de filme (a 10-a aniversare) (engleză: AFI's 100 Years...100 Movies (10th Anniversary Edition)) este o versiune actualizată din 2007 a listei originale din 1998.
Lista a fost prezentată pe CBS la 20 iunie 2007 de către Morgan Freeman.

## Criterii
Filmele au fost alese după mai multe criterii.
1. lungimea: să aibă cel puțin o durată de 40 minute
2. film american: limba engleză, majoritatea elementelor de producție (de creație sau financiare) să provină din Statele Unite (De exemplu filmele britanice The Bridge on the River Kwai sau Lawrence of Arabia (film) au fost finanțate și distribuite de studiouri americane de film.)
3. recunoaștere din partea criticii
4. câștigător al unor premii importante
5. popularitate de-a lungul timpului
6. importanță istorică
7. impact cultural

## Lista
| Poziție | Lista de la a 10-a aniversare (2007)              | Regizor                                | Anul premierei | Studio                                                                   | Diferența față de 1998 |
| ------- | ------------------------------------------------- | -------------------------------------- | -------------- | ------------------------------------------------------------------------ | ---------------------- |
| 1.      | Citizen Kane                                      | Orson Welles                           | 1941           | RKO Pictures                                                             | ▬                      |
| 2.      | The Godfather                                     | Francis Ford Coppola                   | 1972           | Paramount                                                                | ▲ 1                    |
| 3.      | Casablanca                                        | Michael Curtiz                         | 1942           | Warner Brothers                                                          | ▼ 1                    |
| 4.      | Raging Bull                                       | Martin Scorsese                        | 1980           | United Artists                                                           | ▲ 20                   |
| 5.      | Singin' in the Rain                               | Gene Kelly, Stanley Donen              | 1952           | Metro-Goldwyn-Mayer                                                      | ▲ 5                    |
| 6.      | Gone with the Wind                                | Victor Fleming                         | 1939           | MGM (distribuitor), Selznick International Pictures                      | ▼ 2                    |
| 7.      | Lawrence of Arabia                                | David Lean                             | 1962           | Horizon, Columbia                                                        | ▼ 2                    |
| 8.      | Schindler's List                                  | Steven Spielberg                       | 1993           | Universal                                                                | ▲ 1                    |
| 9.      | Vertigo                                           | Alfred Hitchcock                       | 1958           | Paramount                                                                | ▲ 52                   |
| 10.     | The Wizard of Oz                                  | Victor Fleming                         | 1939           | Metro-Goldwyn-Mayer                                                      | ▼ 4                    |
| 11.     | City Lights                                       | Charlie Chaplin                        | 1931           | United Artists                                                           | ▲ 65                   |
| 12.     | The Searchers                                     | John Ford                              | 1956           | Warner Brothers                                                          | ▲ 84                   |
| 13.     | Star Wars                                         | George Lucas                           | 1977           | 20th Century Fox, Lucasfilm                                              | ▲ 2                    |
| 14.     | Psycho                                            | Alfred Hitchcock                       | 1960           | Shamley Productions, Paramount (distr.)                                  | ▲ 4                    |
| 15.     | 2001: A Space Odyssey                             | Stanley Kubrick                        | 1968           | Metro-Goldwyn-Mayer                                                      | ▲ 7                    |
| 16.     | Sunset Boulevard                                  | Billy Wilder                           | 1950           | Paramount                                                                | ▼ 4                    |
| 17.     | The Graduate                                      | Mike Nichols                           | 1967           | United Artists                                                           | ▼ 10                   |
| 18.     | The General                                       | Buster Keaton, Clyde Bruckman          | 1926           | United Artists                                                           | NOU                    |
| 19.     | On the Waterfront                                 | Elia Kazan                             | 1954           | Columbia                                                                 | ▼ 11                   |
| 20.     | It's a Wonderful Life                             | Frank Capra                            | 1946           | RKO                                                                      | ▼ 9                    |
| 21.     | Chinatown                                         | Roman Polanski                         | 1974           | Paramount                                                                | ▼ 2                    |
| 22.     | Some Like It Hot                                  | Billy Wilder                           | 1959           | United Artists                                                           | ▼ 8                    |
| 23.     | The Grapes of Wrath                               | John Ford                              | 1940           | 20th Century Fox                                                         | ▼ 2                    |
| 24.     | E.T. the Extra-Terrestrial                        | Steven Spielberg                       | 1982           | Universal                                                                | ▲ 1                    |
| 25.     | To Kill a Mockingbird                             | Robert Mulligan                        | 1962           | Universal-International                                                  | ▲ 9                    |
| 26.     | Mr. Smith Goes to Washington                      | Frank Capra                            | 1939           | Columbia                                                                 | ▲ 3                    |
| 27.     | High Noon                                         | Fred Zinnemann                         | 1952           | United Artists                                                           | ▲ 6                    |
| 28.     | All About Eve                                     | Joseph L. Mankiewicz                   | 1950           | 20th Century Fox                                                         | ▼ 12                   |
| 29.     | Double Indemnity                                  | Billy Wilder                           | 1944           | Paramount                                                                | ▲ 9                    |
| 30.     | Apocalypse Now                                    | Francis Ford Coppola                   | 1979           | United Artists                                                           | ▼ 2                    |
| 31.     | The Maltese Falcon                                | John Huston                            | 1941           | Warner Brothers                                                          | ▼ 8                    |
| 32.     | The Godfather Part II                             | Francis Ford Coppola                   | 1974           | Paramount                                                                | ▬                      |
| 33.     | One Flew Over the Cuckoo's Nest                   | Miloš Forman                           | 1975           | United Artists                                                           | ▼ 13                   |
| 34.     | Snow White and the Seven Dwarfs                   | David Hand                             | 1937           | RKO, Disney                                                              | ▲ 15                   |
| 35.     | Annie Hall                                        | Woody Allen                            | 1977           | United Artists                                                           | ▼ 4                    |
| 36.     | The Bridge on the River Kwai                      | David Lean                             | 1957           | Columbia                                                                 | ▼ 23                   |
| 37.     | The Best Years of Our Lives                       | William Wyler                          | 1946           | RKO, Samuel Goldwyn                                                      | ▬                      |
| 38.     | The Treasure of the Sierra Madre                  | John Huston                            | 1948           | Warner Brothers                                                          | ▼ 8                    |
| 39.     | Dr. Strangelove                                   | Stanley Kubrick                        | 1964           | Columbia                                                                 | ▼ 13                   |
| 40.     | The Sound of Music                                | Robert Wise                            | 1965           | 20th Century Fox                                                         | ▲ 15                   |
| 41.     | King Kong                                         | Merian C. Cooper, Ernest B. Schoedsack | 1933           | RKO                                                                      | ▲ 2                    |
| 42.     | Bonnie and Clyde                                  | Arthur Penn                            | 1967           | Warner Brothers                                                          | ▼ 15                   |
| 43.     | Midnight Cowboy                                   | John Schlesinger                       | 1969           | United Artists                                                           | ▼ 7                    |
| 44.     | The Philadelphia Story                            | George Cukor                           | 1940           | Metro-Goldwyn-Mayer                                                      | ▲ 7                    |
| 45.     | Shane                                             | George Stevens                         | 1953           | Paramount                                                                | ▲ 24                   |
| 46.     | It Happened One Night                             | Frank Capra                            | 1934           | Columbia                                                                 | ▼ 11                   |
| 47.     | A Streetcar Named Desire                          | Elia Kazan                             | 1951           | Warner Brothers                                                          | ▼ 2                    |
| 48.     | Rear Window                                       | Alfred Hitchcock                       | 1954           | Paramount                                                                | ▼ 6                    |
| 49.     | Intolerance                                       | D. W. Griffith                         | 1916           | Triangle                                                                 | NOU                    |
| 50.     | The Lord of the Rings: The Fellowship of the Ring | Peter Jackson                          | 2001           | New Line Cinema                                                          | NOU                    |
| 51.     | West Side Story                                   | Jerome Robbins, Robert Wise            | 1961           | United Artists                                                           | ▼ 10                   |
| 52.     | Taxi Driver                                       | Martin Scorsese                        | 1976           | Columbia Pictures                                                        | ▼ 5                    |
| 53.     | The Deer Hunter                                   | Michael Cimino                         | 1978           | Universal                                                                | ▲ 26                   |
| 54.     | MASH                                              | Robert Altman                          | 1970           | 20th Century Fox                                                         | ▲ 2                    |
| 55.     | North by Northwest                                | Alfred Hitchcock                       | 1959           | Metro-Goldwyn-Mayer                                                      | ▼ 15                   |
| 56.     | Jaws                                              | Steven Spielberg                       | 1975           | Universal                                                                | ▼ 8                    |
| 57.     | Rocky                                             | John G. Avildsen                       | 1976           | United Artists                                                           | ▲ 21                   |
| 58.     | The Gold Rush                                     | Charlie Chaplin                        | 1925           | United Artists                                                           | ▲ 16                   |
| 59.     | Nashville                                         | Robert Altman                          | 1975           | Paramount, ABC Entertainment                                             | NOU                    |
| 60.     | Duck Soup                                         | Leo McCarey                            | 1933           | Paramount Pictures                                                       | ▲ 25                   |
| 61.     | Sullivan's Travels                                | Preston Sturges                        | 1941           | Paramount Pictures                                                       | NOU                    |
| 62.     | American Graffiti                                 | George Lucas                           | 1973           | Universal                                                                | ▲ 15                   |
| 63.     | Cabaret                                           | Bob Fosse                              | 1972           | Allied Artists                                                           | NOU                    |
| 64.     | Network                                           | Sidney Lumet                           | 1976           | MGM, United Artists                                                      | ▲ 2                    |
| 65.     | The African Queen                                 | John Huston                            | 1951           | United Artists                                                           | ▼ 48                   |
| 66.     | Raiders of the Lost Ark                           | Steven Spielberg                       | 1981           | Paramount, Lucasfilm                                                     | ▼ 6                    |
| 67.     | Who's Afraid of Virginia Woolf?                   | Mike Nichols                           | 1966           | Warner Bros.                                                             | NOU                    |
| 68.     | Unforgiven                                        | Clint Eastwood                         | 1992           | Warner Brothers                                                          | ▲ 30                   |
| 69.     | Tootsie                                           | Sydney Pollack                         | 1982           | Columbia                                                                 | ▼ 7                    |
| 70.     | A Clockwork Orange                                | Stanley Kubrick                        | 1971           | Warner Brothers                                                          | ▼ 24                   |
| 71.     | Saving Private Ryan                               | Steven Spielberg                       | 1998           | DreamWorks                                                               | NOU                    |
| 72.     | The Shawshank Redemption                          | Frank Darabont                         | 1994           | Warner Brothers                                                          | NOU                    |
| 73.     | Butch Cassidy and the Sundance Kid                | George Roy Hill                        | 1969           | 20th Century Fox                                                         | ▼ 23                   |
| 74.     | The Silence of the Lambs                          | Jonathan Demme                         | 1991           | Orion Pictures                                                           | ▼ 9                    |
| 75.     | In the Heat of the Night                          | Norman Jewison                         | 1967           | United Artists                                                           | NOU                    |
| 76.     | Forrest Gump                                      | Robert Zemeckis                        | 1994           | Paramount                                                                | ▼ 5                    |
| 77.     | All the President's Men                           | Alan J. Pakula                         | 1976           | Warner Brothers                                                          | NOU                    |
| 78.     | Modern Times                                      | Charlie Chaplin                        | 1936           | United Artists                                                           | ▲ 3                    |
| 79.     | The Wild Bunch                                    | Sam Peckinpah                          | 1969           | Warner Bros.-Seven Arts                                                  | ▲ 1                    |
| 80.     | The Apartment                                     | Billy Wilder                           | 1960           | United Artists                                                           | ▲ 13                   |
| 81.     | Spartacus                                         | Stanley Kubrick                        | 1960           | Universal-International                                                  | NOU                    |
| 82.     | Sunrise: A Song of Two Humans                     | F. W. Murnau                           | 1927           | 20th Century Fox                                                         | NOU                    |
| 83.     | Titanic                                           | James Cameron                          | 1997           | Paramount, 20th Century Fox                                              | NOU                    |
| 84.     | Easy Rider                                        | Dennis Hopper                          | 1969           | United Artists                                                           | ▲ 4                    |
| 85.     | A Night at the Opera                              | Sam Wood                               | 1935           | Metro-Goldwyn-Mayer                                                      | NOU                    |
| 86.     | Platoon                                           | Oliver Stone                           | 1986           | Orion Pictures                                                           | ▼ 3                    |
| 87.     | 12 Angry Men                                      | Sidney Lumet                           | 1957           | United Artists                                                           | NOU                    |
| 88.     | Bringing Up Baby                                  | Howard Hawks                           | 1938           | Warner Brothers                                                          | ▲ 9                    |
| 89.     | The Sixth Sense                                   | M. Night Shyamalan                     | 1999           | Hollywood Pictures, Spyglass Entertainment, The Kennedy/Marshall Company | NOU                    |
| 90.     | Swing Time                                        | George Stevens                         | 1936           | RKO                                                                      | NOU                    |
| 91.     | Sophie's Choice                                   | Alan J. Pakula                         | 1982           | ITC Entertainment                                                        | NOU                    |
| 92.     | Goodfellas                                        | Martin Scorsese                        | 1990           | Warner Brothers                                                          | ▲ 2                    |
| 93.     | The French Connection                             | William Friedkin                       | 1971           | 20th Century Fox                                                         | ▼ 23                   |
| 94.     | Pulp Fiction                                      | Quentin Tarantino                      | 1994           | Miramax                                                                  | ▲ 1                    |
| 95.     | The Last Picture Show                             | Peter Bogdanovich                      | 1971           | Columbia Pictures                                                        | NOU                    |
| 96.     | Do the Right Thing                                | Spike Lee                              | 1989           | Universal, 40 Acres & A Mule Filmworks                                   | NOU                    |
| 97.     | Blade Runner                                      | Ridley Scott                           | 1982           | Warner Brothers, The Ladd Company                                        | NOU                    |
| 98.     | Yankee Doodle Dandy                               | Michael Curtiz                         | 1942           | Warner Brothers                                                          | ▲ 2                    |
| 99.     | Toy Story                                         | John Lasseter                          | 1995           | Disney, Pixar                                                            | NOU                    |
| 100.    | Ben-Hur                                           | William Wyler                          | 1959           | Metro-Goldwyn-Mayer                                                      | ▼ 28                   |

### Filme înlăturate din listă
Următoarele filme din lista din 1998 nu apar în lista din 2007:
1. Doctor Zhivago (1965)
2. The Birth of a Nation (1915)
3. From Here to Eternity (1953)
4. Amadeus (1984)
5. All Quiet on the Western Front (1930)
6. The Third Man (1949)
7. Fantasia (1940)
8. Rebel Without a Cause (1955)
9. Stagecoach (1939)
10. Close Encounters of the Third Kind (1977)
11. The Manchurian Candidate (1962)
12. An American in Paris (1951)
13. Wuthering Heights (1939)
14. Dances with Wolves (1990)
15. Giant (1956)
16. Fargo (1996)
17. Mutiny on the Bounty (1935)
18. Frankenstein (1931)
19. Patton (1970)
20. The Jazz Singer (1927)
21. My Fair Lady (1964)
22. A Place in the Sun (1951)
23. Guess Who's Coming to Dinner (1967)